# نافورة الملك فهد
نافورة الملك فهد أو نافورة جدة هي أعلى نافورة من نوعها في العالم حسب موسوعة غينيس للأرقام القياسية، تقع أمام شواطئ مدينة جدة على الشاطئ الغربي للسعودية على البحر الأحمر وتعتبر أحد معالم مدينة جدة، أهداها الملك فهد بن عبد العزيز آل سعود لمدينة جدة، إذ كانت في السابق واحدة من بين المضخات قوية الدفع التي اشترتها السعودية في حرب 73، للحفاظ على سرية خطتها العسكرية في ذلك الوقت أمام إسرائيل، يبلغ ارتفاعها 312 متراً، ويزيد وزن الماء المدفوع في الهواء (في أي لحظة) على 18 طن. ويستطيع الناظر مشاهدتها من جميع أنحاء مدينة جدة.
يوم الأربعاء 17 فبراير 2010م نجح بطل فريق ريد بُل أير فورس Red Bull Air Force العالمي للقفز المظلي الأمريكي أوثار لورانس (35 عاماً) في تحقيق إنجاز عالمي فريد من نوعه من خلال قفزة تاريخية على إمتداد طول نافورة كورنيش جدة.

## إنشائها

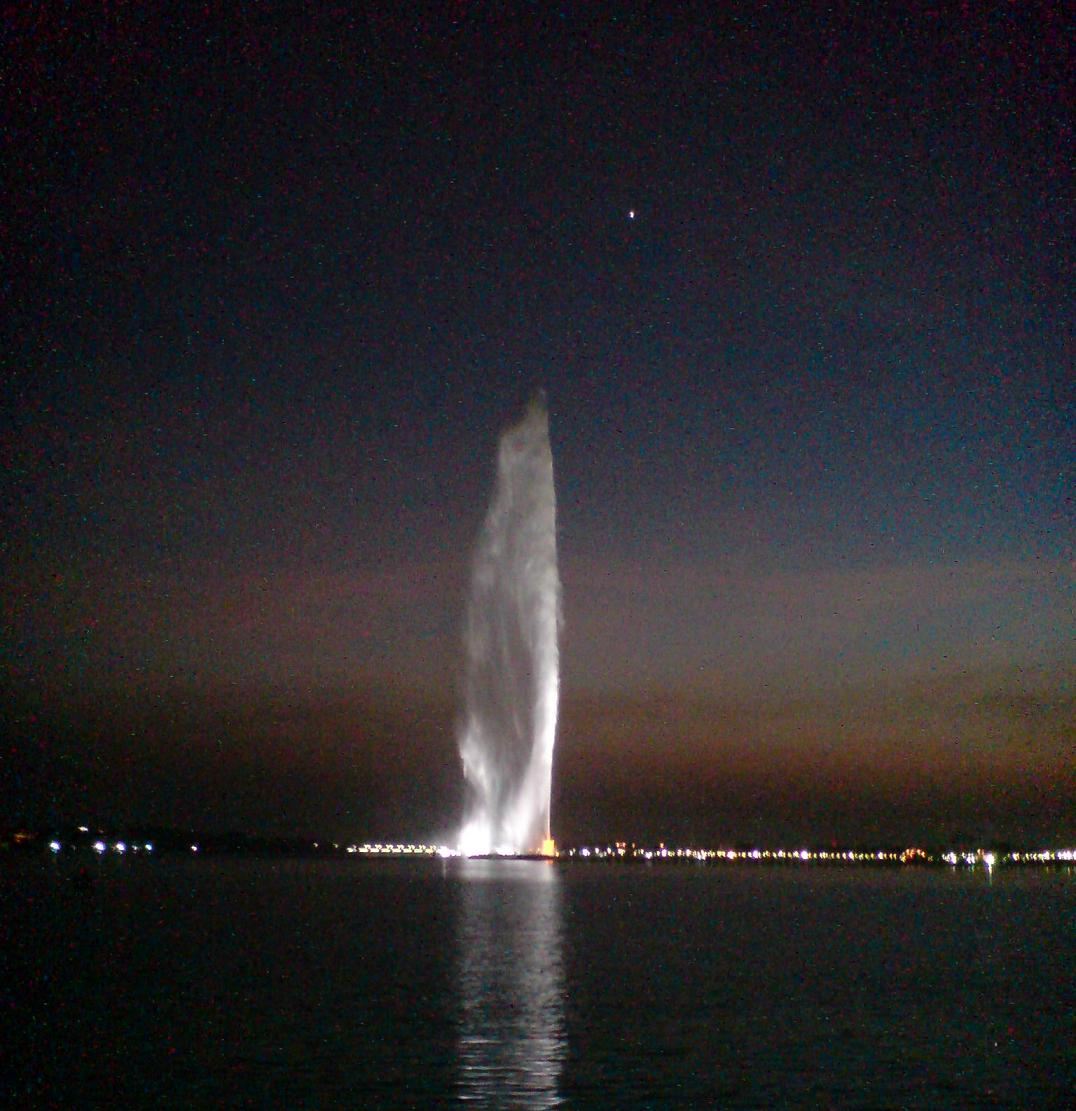
نافورة الملك فهد مساء

كان الإنشاء الأول للنافورة بين عامي 1980 و1983م على طراز نافورة جنيف (طولها 140 متر، سرعة ضخ 124 ميل/ساعة)، لكن هذا لم يكن مرضياً للمخططين. تم تشغيل النافورة على صورتها الحالية في 1985م لتعمل على ضخ مياه البحر بسرعة 233 ميل/ساعة إلى ارتفاع 312 متراً (1024 قدم).

## تصميمها
قاعدة النافورة على شكل مبخرة كبيرة ترمز للأصالة العربية، وتضخ النافورة مياه البحر، ولذا كان الصدأ والتآكل المخاوف الأساسية للقائمين على إنشائها. تمر المياه قبل وصولها للمضخة على عدة مرشحات لتنقيتها من التراب والرمل والمواد العضوية. تضاء النافورة بـ 500 كشاف عالي الإضاءة مصممة لتحمل السقوط المستمر لآلاف الأطنان من الماء من مئات الأمتار، هذه الكشافات مثبتة على جزر خاصة.